# ميمونة ومسعود
مسلسل رسوم متحركة ياباني (انمي) ميمونة ومسعود، باليابانية صدفة التنين الورد باليابانية (ピュア島の仲間たち، Pyuatō لا Nakama-تاشي، Serendipity the Pink Dragon قصص الصدفة: أصدقاء جزيرة الصدفة) هو أنمي المسلسلات التلفزيونية التي تنتجها شركة زييو للرسوم المتحركة التي بثت على NTV يوم 1 يوليو 1983 الحلقة الأخيرة بثت على 23 ديسمبر 1983 استند المسلسل إلى كتب Serendipity لستيفن كوسغروف وتصميم الشخصيات لنسخة الرسوم المتحركة من تصميم Yōichi Kotabe . بعد أن تحطمت سفينة صبي على جزيرة مهجورة، وجد بيضة وردية تفقس في حيث وجد انها تنين الوردي(يشار إليه باسم الديناصورفي أغنية اللغة الإنجليزية) الصدفة. المسلسل يتابع مغامراتهم في الجزيرة.، يتكلم الانمي المبدلج عن طفل اسمه مسعود كان مسعود يرافق والديه في رحلات بحرية حيث بالأخص تكون رحلات علمية في القطب الجنوبية حيث تكثر الثلوج.
تم عرضهُ مدبلج على قناة دبي زمان.

## روابط خارجية
- (باليابانية) ピュア島の仲間たち (cast and credits list)
- ميمونة ومسعود على موقع IMDb (الإنجليزية)
- ميمونة ومسعود على موقع ألو سيني (الفرنسية)
- ميمونة ومسعود على موقع قاعدة بيانات الفيلم (الإنجليزية)
- ميمونة ومسعود على موقع ANN anime (الإنجليزية)